# Zee Cine Award/Bestes Publicity Design
Der Zee Cine Award Best Publicity Design ist eine Kategorie des indischen Filmpreises Zee Cine Award.
Der Zee Cine Award Best Publicity Design wird von der Jury gewählt. Der Gewinner wird in der Verleihung bekanntgegeben. Die Verleihung findet jedes Jahr im März statt.
Liste der Gewinner:
| Jahr | Gewinner          | Film                   |
| ---- | ----------------- | ---------------------- |
| 2005 | Leo Entertainment | Ab Tak Chhappan        |
| 2006 | HR - Enterprises  | Black                  |
| 2007 | HR - Enterprises  | Kabhi Alvida Naa Kehna |